# Heteralonia kaokoensis
Heteralonia kaokoensis är en tvåvingeart som först beskrevs av Hesse 1956.  Heteralonia kaokoensis ingår i släktet Heteralonia och familjen svävflugor.
Artens utbredningsområde är Namibia. Inga underarter finns listade i Catalogue of Life.